# 25 años no es nada
25 años no es nada es el undécimo álbum de estudio lanzado al mercado por la banda española La Guardia, aunque hubo álbumes anteriores en su carrera sin canciones nuevas, como recopilatorios e incluso un disco en directo.
Concretamente, este álbum es un disco de duetos, también sin nuevo material.
Fue publicado por la discográfica Vale Music en el verano de 2008 tras ser producido en la ciudad de Madrid durante el primer trimestre de ese mismo año. El disco pretendía ser un homenaje a los 25 años de carrera de la formación y contaba con 12 canciones cada una de las cuales era interpretada a dúo con reconocidos artistas de la música en España como Mikel Erentxun, Ariel Rot, Raimundo Amador, Chenoa, Efecto Mariposa, Lamari (del grupo Chambao) o Álvaro Urquijo, entre otros.

## Lista de canciones
1. El mundo tras el cristal con Susana Alva de Efecto Mariposa.
2. Mil calles llevan hacia ti con Chenoa.
3. Mañana con Mikel Erentxun.
4. Pequeña Lolita con Ariel Rot.
5. La carretera con Raimundo Amador.
6. Cuando brille el sol con Lamari de Chambao.
7. El blues de la Nacional II con Los Delinqüentes.
8. Culpable o inocente con Álvaro Urquijo de Los Secretos.
9. No habrá más tardes con Javier Ojeda de Danza Invisible.
10. Un día redondo con Juan Valverde de La Caja de Pandora.
11. Dónde nace el río con Cómplices.
12. Te seguiré con Álvaro Benito de Pignoise.